# والتر اشنایتر
والتر اشنایتر (انگلیسی: Walter Schneiter; ۲ ژوئیهٔ ۱۹۲۳ – ۲ سپتامبر ۱۹۷۲) بازیکن فوتبال اهل سوئیس بود.
از باشگاه‌هایی که در آن بازی کرده‌است می‌توان به باشگاه فوتبال زوریخ اشاره کرد.
وی همچنین در تیم ملی فوتبال سوئیس بازی کرده‌است.